# Riu Vedea
El riu Vedea (pronunciació en romanès: [ˈvede̯a]) és un riu del sud de Romania que flueix de l'altiplà de Cotmeana i desemboca al Danubi. Té una longitud total de 224 km, dels quals 33 km està regulat. La seva superfície de conca de drenatge és de 5.430 km².
Flueix als comtats d'Arges, Olt i Teleorman. Les ciutats Alexandria i Roșiorii de Vede es troben a les proximitats del riu.
El nom del riu és d'origen daci, de l'indoeuropeu * wed, "aigua".

## Ciutats i pobles
Les següents ciutats i pobles estan situats al llarg del riu Vedea, de la font a la desembocadura: Făgețelu, Spineni, Tătulești, Optași, Corbu, Nicolae Titulescu, Văleni, Stejaru, Roșiorii de Vede, Vedea, Peretu, Plosca, Mavrodin, Alexandria Buzescu, Poroschia, Brânceni, Smârdioasa, Cervenia, Conțești, Bragadiru i Bujoru.

## Afluents
Els següents rius són afluents del Vedea (des de la font fins a la desembocadura):
- Esquerra: Ciorâca, Tișar, Vedița, Cupen, Cotmeana, Tecuci, Burdea, Pârâul Câinelui, Teleorman
- Dreta: Plapcea, Dorofei, Bratcov, Bărâcea, Nanov, Izvoarele, Rojiștea